# فيبورا! (رواية)
فيبورا! (تعني " الأفعى!") هي رواية عام 2007 كتبها الفنان الفلبيني الوطني فرانسيسكو سيونيل خوسيه. الرواية تستعرض حياة البطل بنيامين سينجكول أثناء الاحتلال الياباني للفلبين بعد هروبه من باتان خلال الحرب العالمية الثانية.